# Protrombinski čas
Protrombinski čas (PČ) je v medicini presejalna laboratorijska preiskava za ugotavljanje prirojenih in pridobljenih motenj v strjevanju krvi. Je čas, v katerem se strdi citrirana kri v epruveti po dodatku kalcijevih ionov in tkivnega faktorja, in je mera aktivnosti faktorjev ekstrinzične in skupne poti koagulacije krvi. Pri ekstrinzični poti koagulacije sodelujejo različni dejavniki strjevanja krvi (FII, FV, FVII, FX), ki se sintetizirajo v jetrih in ob njihovem pomanjkanju je čas, potreben za pretvorbo protrombina v trombin, podaljšan.
Protrombinski čas se podaja v sekundah, vendar vrednosti med laboratoriji niso povsem primerljive. Zato se rezultati pogosto podajajo v obliki internacionalnega normaliziranega razmerja, kot razmerje časa nastanka strdka pri preiskovancu in pri poolu normalne plazme. Referenčne normalne vrednosti INR so okoli  0,70–1,20.
Določanje protrombinskega časa se pogosto izvaja pred kirurškimi posegi, pa tudi za spremljanje jetrne funkcije ter učinkovitosti zdravljenja z zdravili proti strjevanju krvi.

## Normalne vrednosti
Vrednosti protrombinskega časa se podajajo v sekundah, vendar pa zaradi uporabe različnih reagentov in opreme vrednosti med laboratoriji niso povsem primerljive. Za večino laboratorijev velja, da so normalne vrednosti 10–13 sekund. Na izvidu je vedno treba podati normalne referenčne vrednosti za dotični laboratorij.
Normalne vrednosti INR pri osebah, ki niso na zdravljenju z antikoagulanti (zdravili, ki zavirajo strjevanje krvi), so 0,8–1,2. Pri uporabi antikoagulantov (na primer varfarina), so ciljne vrednosti INR 2–3. V nekaterih primerih je potrebno posebej intenzivno antikoagulacijsko zdravljenje in so ciljne vrednosti INR 2,5–3,5, odvisno od indikacije za zdravljenje.